# Rafael Porcellis
Rafael Porcellis de Oliveira, mais conhecido como Rafael Porcellis (Porto Alegre, 19 de janeiro de 1987), é um ex-futebolista brasileiro que atuava como atacante. Sua última atuação foi pelo São José-RS.

## Carreira
No ano de 1994 e com apenas 7 anos de idade, Porcellis iniciou a treinar na escolinha do Grêmio, aonde no primeiro ano recebeu o seu primeiro prêmio como Goleador do torneio da escolinha Grupo A (7 e 8 anos). Dois anos mais tarde, foi para a escolinha Sporting Sul, com o professor Paulinho Estigarribia e após alguns jogos foi chamado para jogar nas categorias de base do Grêmio.
Em março de 2002, Porcellis foi convidado pelo treinador Marcelo Estigarribia para jogar no infantil do Internacional. Um mês depois, já disputava seu primeiro campeonato pelo Inter, a Copa Nike ganhando o prêmio de goleador do campeonato. Além disso também foi goleador do Campeonato Gaúcho Infantil (2002), Juvenil (2004) e Júnior (2006). Copa Santiago (2004) e vice goleador da Copa São Paulo (2006). No ano de 2005, Porcellis foi convocado para a Seleção Brasileira Sub-18, onde marcou 8 gols no Torneio do Mediterrâneo na Espanha. Em 2006, também defendeu a Seleção Gaúcha em um torneio de juniores no Uruguai.
Depois da base, Porcellis começou a atuar pelo Inter B, que disputava a segunda divisão do Gauchão e servia para preparar os jogadores que vinham da base para o futebol profissional. No ano de 2009, atuou no Campeonato Gaúcho pelo Brasil de Pelotas, cedido pelo Inter por empréstimo após a tragédia que ocorreu com o ônibus da delegação do time de Pelotas.
Nesse mesmo ano, após a disputa do Gauchão, Porcellis foi transferido para o Helsingborgs da Suécia aonde teve a oportunidade logo na chegada de disputar a Copa da UEFA. No final de 2009, participou do jogo de despedida de Henrik Larsson, que era seu companheiro de clube, ídolo naquele país depois de ter jogado no Barcelona e no Manchester United. Em 2010, conquistou a Copa da Suécia e o vice Campeonato Sueco, garantindo vaga novamente à Copa da UEFA.
Em 2011, trocou o Helsigborg da Suécia pelo futebol português, e não podia ter começado melhor em Portugal, pois chegou ao Fátima onde disputou a II Divisão e foi o goleador da competição marcando 19 gols em 26 jogos.
Na temporada 2012–13, após se destacar atuando pelo Santa Clara, Porcellis assinou com o Braga mas, devido a não ter espaço no time principal, foi emprestado ao Feirense.
Encerrou sua carreira no São José-RS em 2018, quando voltou do Al Arabi, em 2017.
Porcellis atuou em 191 jogos profissionais, marcando 50 gols e dando 9 assistências.

## Títulos
Internacional
- Copa Santiago de Futebol Juvenil: 2005
- Eurovoetbal: 2006
- Otten Cup: 2007

Toledo
- Campeão do Interior do Campeonato Paranaense: 2008

Helsingborgs
- Copa da Suécia: 2010